# Ausseing
Ausseing (Aussen en occitan) est une commune française située dans le centre du département de la Haute-Garonne en région Occitanie. Sur le plan historique et culturel, la commune fait partie du pays de Comminges, correspondant à l’ancien comté de Comminges, circonscription de la province de Gascogne située sur les départements actuels du Gers, de la Haute-Garonne, des Hautes-Pyrénées et de l'Ariège.
Exposée à un climat océanique altéré, elle est drainée par goute de chire, le ruisseau de Bigot, le ruisseau de Pujouet, le ruisseau de Saint-Antoine et par divers autres petits cours d'eau. La commune possède un patrimoine naturel remarquable composé de deux zones naturelles d'intérêt écologique, faunistique et floristique.
Ausseing est une commune rurale qui compte 87 habitants en 2022, après avoir connu un pic de population de 332 habitants en 1851. Elle fait partie de l'aire d'attraction de Toulouse. Ses habitants sont appelés les Ausseinois ou  Ausseinoises.
Ses habitants ont pour nom Ausseinois et Ausseinoises.

## Géographie

### Localisation

#### Dans son environnement
La commune d'Ausseing se trouve dans le département de la Haute-Garonne, en région Occitanie.
Elle se situe à 61 km à vol d'oiseau de Toulouse, préfecture du département, à 24 km de Saint-Gaudens, sous-préfecture, et à 53 km de Bagnères-de-Luchon, bureau centralisateur du canton de Bagnères-de-Luchon dont dépend la commune depuis 2015 pour les élections départementales.
La commune fait en outre partie du bassin de vie de Martres-Tolosane.
Les communes les plus proches sont : 
Belbèze-en-Comminges (2,3 km), Montclar-de-Comminges (2,8 km), Plagne (3,5 km), Roquefort-sur-Garonne (3,8 km), Cassagne (4,0 km), Mazères-sur-Salat (4,2 km), Mauran (4,2 km), Cérizols (4,4 km).
Sur le plan historique et culturel, Ausseing fait partie du pays de Comminges, correspondant à l’ancien comté de Comminges, circonscription de la province de Gascogne située sur les départements actuels du Gers, de la Haute-Garonne, des Hautes-Pyrénées et de l'Ariège.
Ausseing est limitrophe de six autres communes dont une dans le département de l'Ariège.
Les communes limitrophes sont  Belbèze-en-Comminges, Cérizols, Montclar-de-Comminges, Plagne, Roquefort-sur-Garonne et Saint-Michel.
|                       | Montclar-de-Comminges | Plagne            |
| Roquefort-sur-Garonne | Ausseing              | Saint-Michel      |
|                       | Belbèze-en-Comminges  | Cérizols (Ariège) |

#### Plans de la commune

Cartes
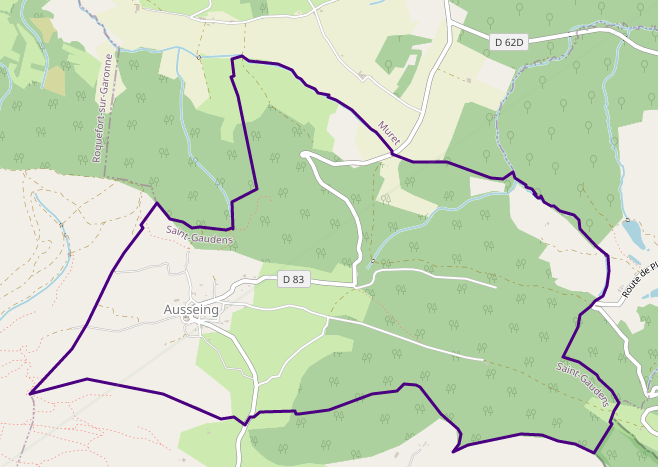
Carte OpenStreetMap
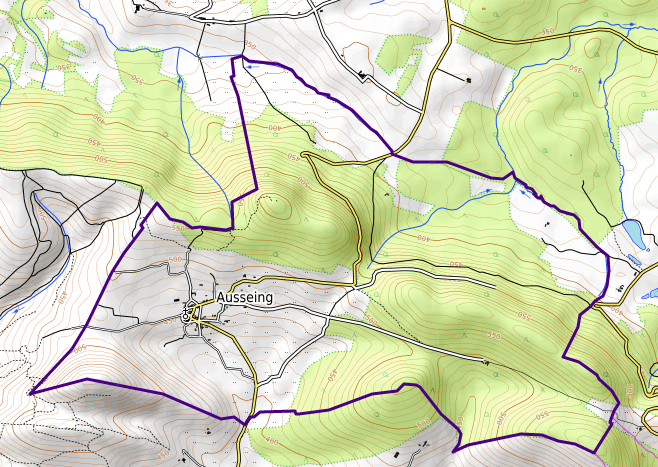
Carte topographique

### Géologie et relief
La superficie de la commune est de 588 hectares ; son altitude varie de 339  à   613 mètres.

### Hydrographie

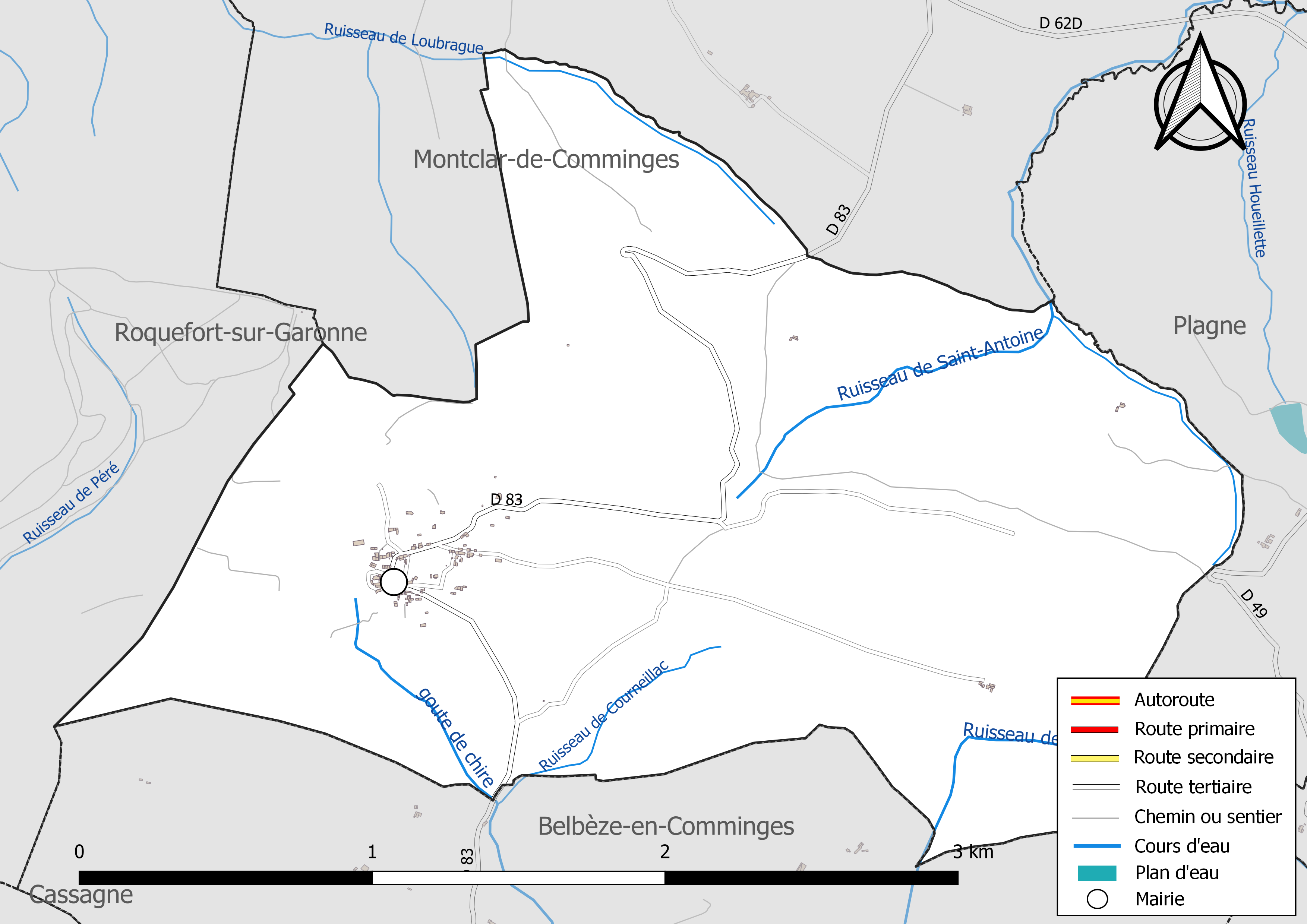
Réseaux hydrographique et routier d'Ausseing.

La commune est dans le Bassin de la Garonne, au sein du bassin hydrographique Adour-Garonne. Elle est drainée par goute de chire, le ruisseau de Bigot, le ruisseau de Pujouet, le ruisseau de Saint-Antoine, le ruisseau de Courneillac, le ruisseau de Loubrague et par un petit cours d'eau, constituant un réseau hydrographique de 6 km de longueur totale,.

### Climat
Pour des articles plus généraux, voir Climat de l'Occitanie et Climat de la Haute-Garonne.
En 2010, le climat de la commune est de type climat océanique altéré, selon une étude s'appuyant sur une série de données couvrant la période 1971-2000. En 2020, Météo-France publie une typologie des climats de la France métropolitaine dans laquelle la commune est exposée à un climat de montagne ou de marges de montagne et est dans la région climatique Pyrénées centrales, caractérisée par une pluviométrie annuelle de 1 000 à 1 200 mm.
Pour la période 1971-2000, la température annuelle moyenne est de 12 °C, avec une amplitude thermique annuelle de 14,8 °C. Le cumul annuel moyen de précipitations est de 904 mm, avec 9,9 jours de précipitations en janvier et 6,8 jours en juillet. Pour la période 1991-2020, la température moyenne annuelle observée sur la station météorologique la plus proche, située sur la commune de Palaminy à 7 km à vol d'oiseau, est de 13,2 °C et le cumul annuel moyen de précipitations est de 715,2 mm,. Pour l'avenir, les paramètres climatiques de la commune estimés pour 2050 selon différents scénarios d'émission de gaz à effet de serre sont consultables sur un site dédié publié par Météo-France en novembre 2022.

### Milieux naturels et biodiversité

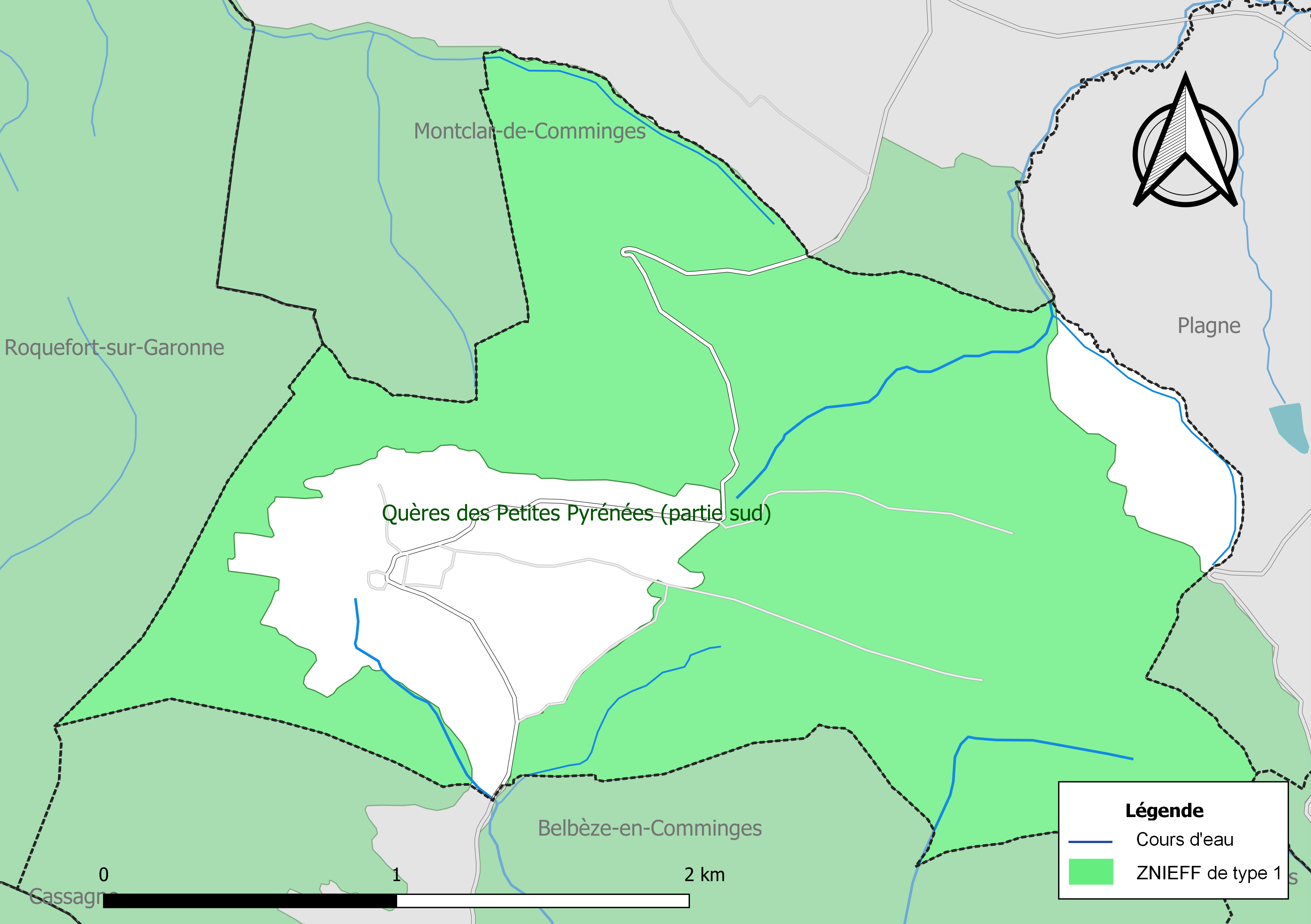
Carte de la ZNIEFF de type 1 localisée sur la commune.

L’inventaire des zones naturelles d'intérêt écologique, faunistique et floristique (ZNIEFF) a pour objectif de réaliser une couverture des zones les plus intéressantes sur le plan écologique, essentiellement dans la perspective d’améliorer la connaissance du patrimoine naturel national et de fournir aux différents décideurs un outil d’aide à la prise en compte de l’environnement dans l’aménagement du territoire.
Une ZNIEFF de type 1 est recensée sur la commune :
les « Quères des Petites Pyrénées (partie sud) » (3 540 ha), couvrant 12 communes dont cinq dans l'Ariège et sept dans la Haute-Garonne et une ZNIEFF de type 2, : 
les « Petites Pyrénées en rive droite de la Garonne » (12 847 ha), couvrant 20 communes dont huit dans l'Ariège et 12 dans la Haute-Garonne.

## Urbanisme

### Typologie
Au 1er janvier 2024, Ausseing est catégorisée commune rurale à habitat dispersé, selon la nouvelle grille communale de densité à sept niveaux définie par l'Insee en 2022.
Elle est située hors unité urbaine. Par ailleurs la commune fait partie de l'aire d'attraction de Toulouse, dont elle est une commune de la couronne,. Cette aire, qui regroupe 527 communes, est catégorisée dans les aires de 700 000 habitants ou plus (hors Paris),.

### Occupation des sols
L'occupation des sols de la commune, telle qu'elle ressort de la base de données européenne d’occupation biophysique des sols Corine Land Cover (CLC), est marquée par l'importance des forêts et milieux semi-naturels (61,2 % en 2018), une proportion identique à celle de 1990 (61,2 %). La répartition détaillée en 2018 est la suivante : 
forêts (61,2 %), zones agricoles hétérogènes (19,8 %), prairies (17,1 %), terres arables (1,8 %). L'évolution de l’occupation des sols de la commune et de ses infrastructures peut être observée sur les différentes représentations cartographiques du territoire : la carte de Cassini (XVIIIe siècle), la carte d'état-major (1820-1866) et les cartes ou photos aériennes de l'IGN pour la période actuelle (1950 à aujourd'hui).

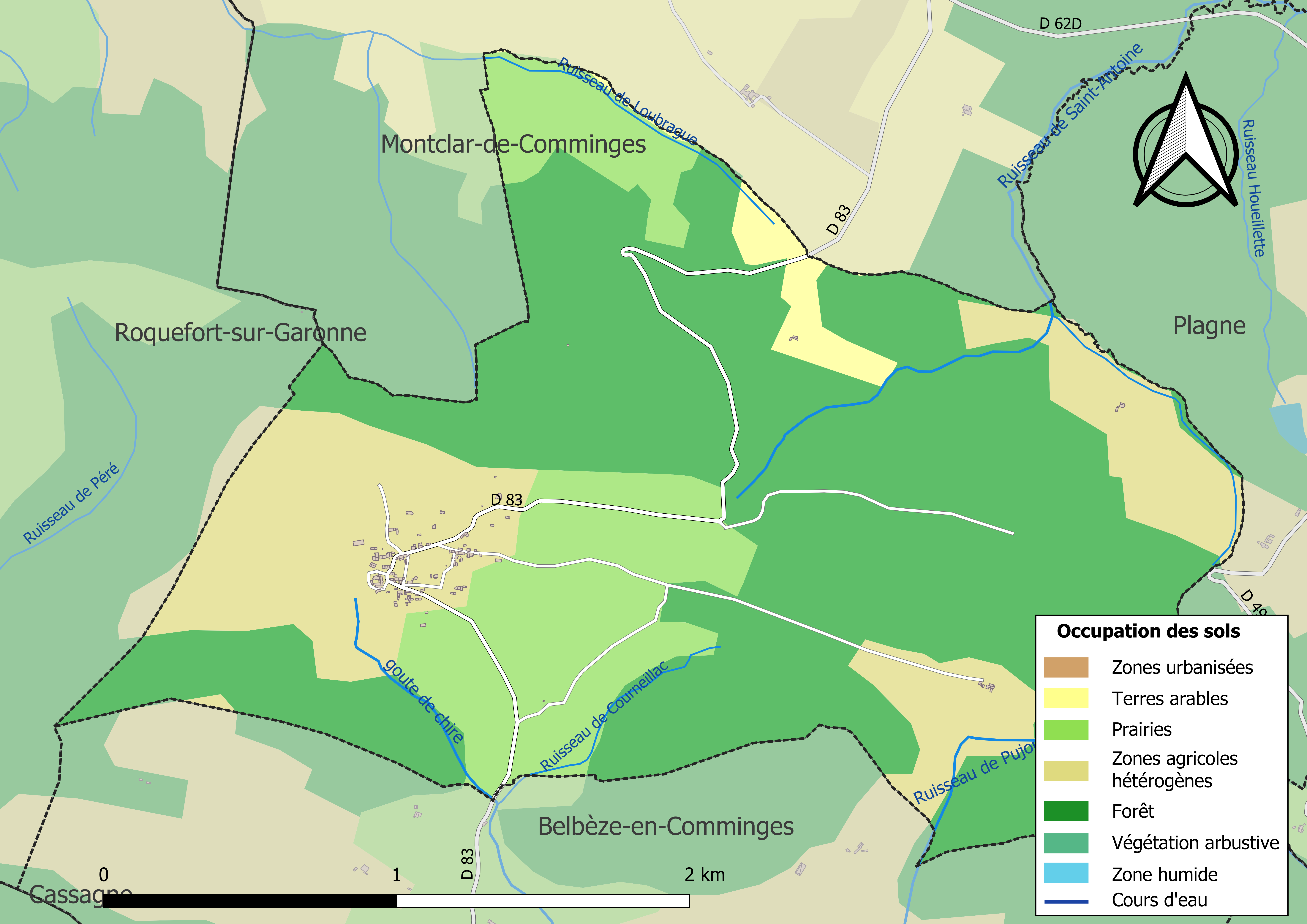
Carte des infrastructures et de l'occupation des sols de la commune en 2018 (CLC).

### Voies de communication et transports
Accès par l'A64 sortie :  21.

### Risques majeurs
Le territoire de la commune d'Ausseing est vulnérable à différents aléas naturels : météorologiques (tempête, orage, neige, grand froid, canicule ou sécheresse), feux de forêts et séisme (sismicité faible). Un site publié par le BRGM permet d'évaluer simplement et rapidement les risques d'un bien localisé soit par son adresse soit par le numéro de sa parcelle.
Un plan départemental de protection des forêts contre les incendies a été approuvé par arrêté préfectoral du 25 septembre 2006. Ausseing est exposée au risque de feu de forêt du fait de la présence sur son territoire du massif des Petites Pyrénées. Il est ainsi défendu aux propriétaires de la commune et à leurs ayants droit de porter ou d’allumer du feu dans l'intérieur et à une distance de 200 mètres des bois, forêts, plantations, reboisements ainsi que des landes. L’écobuage est également interdit, ainsi que les feux de type méchouis et barbecues, à l’exception de ceux prévus dans des installations fixes (non situées sous couvert d'arbres) constituant une dépendance d'habitation,

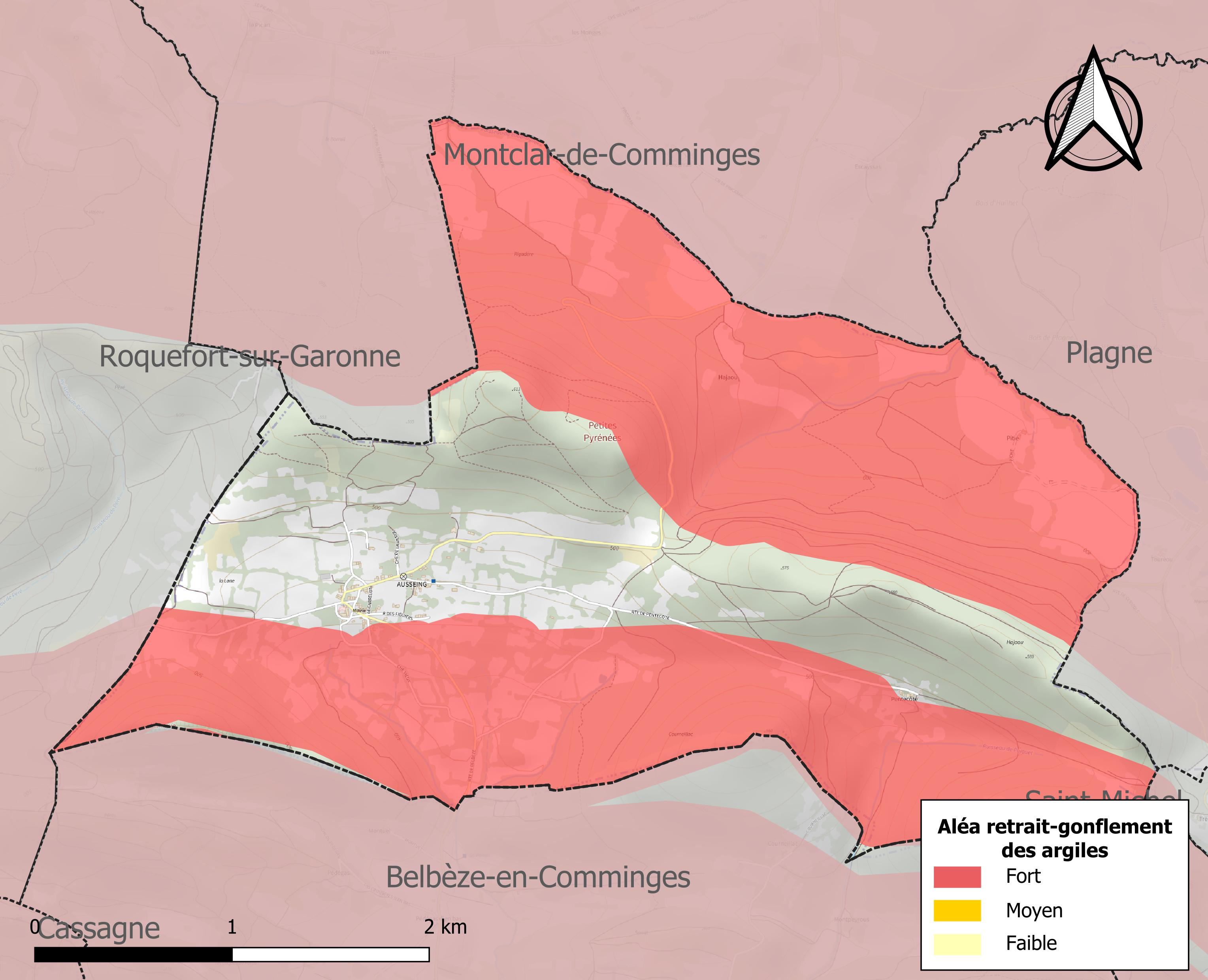
Carte des zones d'aléa retrait-gonflement des sols argileux d'Ausseing.

Le retrait-gonflement des sols argileux est susceptible d'engendrer des dommages importants aux bâtiments en cas d’alternance de périodes de sécheresse et de pluie. 68,6 % de la superficie communale est en aléa moyen ou fort (88,8 % au niveau départemental et 48,5 % au niveau national). Sur les 40 bâtiments dénombrés sur la commune en 2019, 3 sont en aléa moyen ou fort, soit 8 %, à comparer aux 98 % au niveau départemental et 54 % au niveau national. Une cartographie de l'exposition du territoire national au retrait gonflement des sols argileux est disponible sur le site du BRGM,.
Par ailleurs, afin de mieux appréhender le risque d’affaissement de terrain, l'inventaire national des cavités souterraines permet de localiser celles situées sur la commune.
Concernant les mouvements de terrains, la commune a été reconnue en état de catastrophe naturelle au titre des dommages causés par la sécheresse en 1996 et 2003 et par des mouvements de terrain en 1999.

## Histoire
Non loin des carrières de Belbèze exploitées dès l'Antiquité, le temple romain de Pédégas et le donjon médiéval d'Ausseing témoignent d'une longue et riche histoire.
À 4 km à l'est de Roquefort-sur-Garonne, Ausseing occupe le centre d'un terroir de défrichement, au pied d’un éperon calcaire des Petites Pyrénées où, à 628 m d'altitude, se dressent les ruines d’un modeste château.
À l'ouest du château, l'éperon est barré par un double fossé défensif qui protège le donjon. Celui-ci est un bâtiment rectangulaire de petites dimensions (6 × 5,2 m) très abîmé, dont il ne reste que quelques assises des murs épais d’environ 1,8 m. L'appareil est fait de gros moellons mal équarris.
Au sud et en contrebas, la présence de larges terrasses laisse penser qu'il y a eu des maisons (peut-être un village haut), et des cultures.
On ne sait de quand date le donjon, mais la rusticité de l’appareil de ses murs autorise à lui donner une date haute (XIe siècle ?). Qui l'a construit ? Sans doute[style à revoir] la famille de Coutz dont la seigneurie s'étendait au nord dans la dépression de Montclar - Plagne et dont deux membres entrèrent en 1168 et 1179 chez les Templiers de Montsaunès, avec leurs biens. Ausseing appartiendra à Montsaunès jusqu’à la Révolution.
La partie basse du clocher de l’église, de section carrée, est médiévale (XIIe-XIIIe siècles). La partie haute, de section octogonale, fut construite au XIXe siècle. Dans le courant du XIXe siècle furent également aménagés un porche et deux chapelles latérales, donnant à l'édifice l'aspect d'une croix latine.

### Les Templiers et les Hospitaliers
La Tour d’Ausseing se situe à 628 mètres d’altitude sur une colline au nord-est du village et permettait la surveillance du carrefour des routes pyrénéennes. Elle appartenait à la commanderie templière avant de devenir une commanderie hospitalière la commanderie de Montsaunès.

## Politique et administration

### Administration municipale
Le nombre d'habitants au recensement de 2011 étant compris entre 0 et 99, le nombre de membres du conseil municipal pour l'élection de 2014 est de sept,.

### Rattachements administratifs et électoraux
Commune faisant partie de la huitième circonscription de la Haute-Garonne, de la communauté de communes Cagire-Garonne-Salat et du canton de Bagnères-de-Luchon (avant le redécoupage départemental de 2014, Ausseing faisait partie de l'ex-canton de Salies-du-Salat et, avant le 1er janvier 2017, de la Communauté de communes du canton de Salies-du-Salat).

### Liste des maires
| Période                                  | Période   | Identité          | Étiquette | Qualité                  |
| ---------------------------------------- | --------- | ----------------- | --------- | ------------------------ |
| Les données manquantes sont à compléter. |           |                   |           |                          |
| mars 2001                                | mars 2008 | André Cazeneuve   | SE        | retraité                 |
| mars 2008                                | mars 2014 | Daniel Desjardins | PCF       | retraité                 |
| mars 2014                                | En cours  | Gilles Paris      | SE        | sans profession déclarée |

## Population et société

### Démographie
| 1793 | 1800 | 1806 | 1821 | 1831 | 1836 | 1841 | 1846 | 1851 |
| ---- | ---- | ---- | ---- | ---- | ---- | ---- | ---- | ---- |
| 202  | 215  | 224  | 184  | 248  | 248  | 324  | 329  | 332  |

| 1856 | 1861 | 1866 | 1872 | 1876 | 1881 | 1886 | 1891 | 1896 |
| ---- | ---- | ---- | ---- | ---- | ---- | ---- | ---- | ---- |
| 280  | 269  | 219  | 203  | 195  | 181  | 163  | 178  | 143  |

| 1901 | 1906 | 1911 | 1921 | 1926 | 1931 | 1936 | 1946 | 1954 |
| ---- | ---- | ---- | ---- | ---- | ---- | ---- | ---- | ---- |
| 142  | 132  | 137  | 146  | 146  | 148  | 127  | 102  | 80   |

| 1962 | 1968 | 1975 | 1982 | 1990 | 1999 | 2005 | 2006 | 2010 |
| ---- | ---- | ---- | ---- | ---- | ---- | ---- | ---- | ---- |
| 74   | 62   | 57   | 47   | 55   | 61   | 65   | 67   | 72   |

| 2015 | 2020 | 2022 | - | - | - | - | - | - |
| ---- | ---- | ---- | - | - | - | - | - | - |
| 72   | 80   | 87   | - | - | - | - | - | - |

### Enseignement
Ausseing fait partie de l'académie de Toulouse.

## Économie

### Emploi
|                | 2008  | 2013   | 2018   |
| -------------- | ----- | ------ | ------ |
| Commune        | 17 %  | 19,1 % | 15,8 % |
| Département    | 7,7 % | 9,6 %  | 9,3 %  |
| France entière | 8,3 % | 10 %   | 10 %   |

En 2018, la population âgée de 15 à 64 ans s'élève à 53 personnes, parmi lesquelles on compte 73,7 % d'actifs (57,9 % ayant un emploi et 15,8 % de chômeurs) et 26,3 % d'inactifs,. Depuis 2008, le taux de chômage communal (au sens du recensement) des 15-64 ans est supérieur à celui de la France et du département.
La commune fait partie de la couronne de l'aire d'attraction de Toulouse, du fait qu'au moins 15 % des actifs travaillent dans le pôle,. Elle compte 8 emplois en 2018, contre 4 en 2013 et 7 en 2008. Le nombre d'actifs ayant un emploi résidant dans la commune est de 32, soit un indicateur de concentration d'emploi de 24,3 % et un taux d'activité parmi les 15 ans ou plus de 64,2 %.
Sur ces 32 actifs de 15 ans ou plus ayant un emploi, 5 travaillent dans la commune, soit 15 % des habitants. Pour se rendre au travail, 91,2 % des habitants utilisent un véhicule personnel ou de fonction à quatre roues, 2,9 % les transports en commun, 2,9 % s'y rendent en deux-roues, à vélo ou à pied et 2,9 % n'ont pas besoin de transport (travail au domicile).

## Culture locale et patrimoine

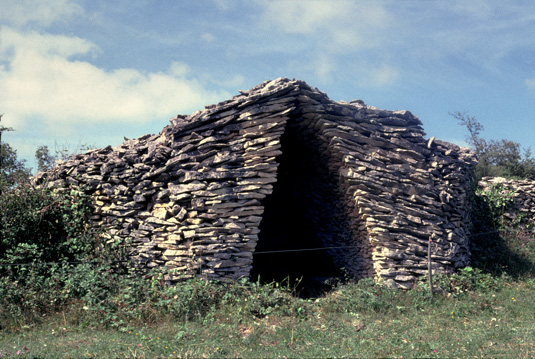
Cabane en pierre sèche

### Culture locale et patrimoine
- L'église Notre-Dame d'Ausseing possède une cloche en bronze du 4e quart du XVIIIe siècle, classée au titre des objets le 30 novembre 1944.
- L'édifice abrite aussi le monument aux morts de la commune (plaque mentionnant cinq noms).
- Le terroir de la commune conserve quelques cabanes en pierre sèche remontant au XIXe siècle. Elles ont fait l'objet d'un article dans la publication savante Revue de Comminges en 1983. Ces abris d'origine agricole ne doivent pas être confondus avec les ensembles pastoraux d'estive dits orris dans les montagnes d'Ariège.